# CSA코스믹
CSA코스믹(CSA Cosmic)은 대한민국의 화장품 및 건설자재 기업이다. 본사는 서울특별시 강남구 언주로 726 두산빌딩 14층에 위치해 있다. 대표이사는 오영철 조성아이다.

## 참고 문헌
1. ↑  BNK투자증권 분석보고서- CSA 코스믹, 2018년 6월 15일
2. ↑  김재윤, KTB증권 Company visit note CSA 코스믹, 2020년 2월 19일
3. ↑  한국IR협의회 기술분석보고서-CSA 코스믹, 2018년 9월 6일[깨진 링크(과거 내용 찾기)]